# دي. وليامز
دي. وليامز (بالإنجليزية: D. J. Williams)‏ (و. 1982  م) هو لاعب كرة قدم أمريكية، من الولايات المتحدة، ولد في ساكرامنتو، كاليفورنيا، يلعب كظهير ‏.

## التعليم
تعلم في De La Salle High School (Concord, California) ‏.

## روابط خارجية
- دي. وليامز على موقع إي إس بي إن.كوم (أن.أف.أل)3
- دي. وليامز على موقع مرجع كرة القدم المحترفة.كوم (الإنجليزية)